# (500398) 2012 TO93
(500398) 2012 TO93 es un asteroide perteneciente al cinturón de asteroides, descubierto el 19 de noviembre de 2007 por el equipo del Spacewatch desde el Observatorio Nacional de Kitt Peak, Arizona, Estados Unidos.

## Designación y nombre
Designado provisionalmente como 2012 TO93.

## Características orbitales
2012 TO93 está situado a una distancia media del Sol de 3,168 ua, pudiendo alejarse hasta 3,347 ua y acercarse hasta 2,990 ua. Su excentricidad es 0,056 y la inclinación orbital 9,574 grados. Emplea 2060,17 días en completar una órbita alrededor del Sol.
Los próximos acercamientos a la órbita de Júpiter se producirán el 27 de agosto de 2035, el 5 de junio de 2046 y el 26 de febrero de 2057, entre otros.

## Características físicas
La magnitud absoluta de 2012 TO93 es 16,3.